# Tipula sacajawea
Tipula sacajawea är en tvåvingeart som beskrevs av Alexander 1945. Tipula sacajawea ingår i släktet Tipula och familjen storharkrankar. Inga underarter finns listade i Catalogue of Life.